# Gottfried Binder
Gottfried Binder (* 1979 in Detta, Rumänien) ist ein deutscher Künstler, Philosoph und Kunsthistoriker.

## Biografie

### Familie, Ausbildung
Binder wurde im damals mehrheitlich deutschsprachigen Gebiet des Banats im heutigen Rumänien als Kind einer Schneiderin und eines Schlossers geboren und wuchs in dem Serbien nahegelegenen Grenzdorf Ofsenița (Deutsch: Hopsenitz) auf. 1990 emigrierte die Mutter mit ihm nach der Revolution in Rumänien als Spätaussiedlerin nach Deutschland und folgte dem zuvor als politischer Flüchtling geflohenen Vater in die Bundesrepublik Deutschland.
Nach dem Abitur 2000 in Nürnberg arbeitete er bei SHAD Wandsworth (Support and Housing Assistance for People with Disabilities) und dem Royal Hospital for Neuro-Disability in London als Pfleger und Betreuer für Menschen mit körperlichen und geistigen Beeinträchtigungen.
Er studierte anschließend ab 2001 neben einem Praktikum in einer Fotoagentur im Fernstudium an der Universität Hagen Neuere Deutsche Literaturwissenschaft, Philosophie und Kunstgeschichte. Nach dem Wechsel 2002 an die Friedrich-Alexander-Universität in Erlangen setzte er sein Studium der Philosophie, Kunstgeschichte und Indogermanistik fort. Nach erneutem Wechsel 2003 an die Universität Leipzig studierte er Philosophie, Kunstgeschichte und Indologie und erlangte 2012 seinen Magister Artium als Philosoph und Kunsthistoriker. 2008 verbrachte er im Rahmen eines DAAD-Stipendiums an der Accademia de Belle Arti di Roma und am Goethe-Institut in Rom in Italien.
Im Rahmen eines Doppelstudiums studierte er in Leipzig parallel zu seinem Magisterstudium an der Hochschule für Grafik und Buchkunst bei Alba D’Urbano Medienkunst und schloss dieses 2015 mit einem Diplom ab. Während seines Studiums an der Hochschule für Grafik und Buchkunst in Leipzig war Binder wissenschaftlicher Mitarbeiter der Akademie und Mitglied der Studienkommission, Mitbegründer von FILZ, der Filmischen Initiative Leipzig, Leiter der DOK Masterclass mit Barbara Hammer, Initiator und Kurator des Filmfestivals extra – experimental trails und Teilnehmer von cynetart in Dresden Hellerau. 2013 erhielt er ein Atelierstipendium der HGB Leipzig.
Binder arbeitet mit unterschiedlichen Medien wie Film, Animation, Fotografie, Buchkunst, Publikationen und dem Format des Workshops. Er hat an verschiedenen Kunstuniversitäten studiert und ist an zahlreichen Projekten, Ausstellungen und Publikationen beteiligt, forscht und lehrt zu popkulturellen Phänomenen und zu Theorie und Geschichte künstlerischer Medien, vor allem zeitbasierter Film– und Videokunst, zur Selbstreferenzialität  und zum Kulturerbe.

### Wirken
Binder arbeitete nach dem Studium ab 2016 als Lehrer für Ethik und Kunst an einer Mittelschule in Dresden. Anschließend unternahm er unter seinem Pseudonym Erich Weisz von Juli bis Oktober 2017 eine Wanderung von Dresden in seinen Geburtsort in Rumänien. Von 2018 bis 2023 war Binder Projektleitender des Projektes ANA für Temeswar als Europäische Kulturhauptstadt und verbrachte 2018 und 2019 lange Zeit vor Ort in Rumänien um das Projekt in mehreren Etappen umzusetzen. Dafür erhielt er zwei Residenz– und Atelierstipendien der örtlichen rumänischen Gemeinden sowie Projektförderungen des Auswärtigen Amtes der Deutschen Botschaft Bukarest zur Durchführung von Workshops und als Publikationsförderung.
2021/22 war er Stipendiat der Kunstuniversität Linz und des Atelierhauses Salzamt in Österreich, Stipendiat der VG WORT und des Freistaates Bayern im Programm Junge Kunst und neue Wege. 2022 bis 2023 war er Projektleitender der Arbeitsgemeinschaft Kulturelle Bildung und Vermittlung der Landesgruppe Bayern des Berufsverbandes Bildender Künstlerinnen und Künstler.
Binder beschäftigt sich mit Themen wie künstlerische Praktiken, kulturelle Identität und verbindet in seinen Arbeiten Kunst und Philosophie, Form und Inhalt, Ästhetik und Erkenntnis. In vielen seiner Arbeiten stellt er Fragen nach der Bedeutung, der Form und der Funktion von Kunst in der Gesellschaft und reflektiert über die Theorie und Geschichte künstlerischer Medien, wie zum Beispiel in der mittels Künstlicher Intelligenz autogenerativ erstellten Arbeit Bing und ich die die Kommunikation zwischen einem Menschen und einer künstlichen Intelligenz erforscht. Binder nutzt philosophische Konzepte und Methoden in seiner künstlerischen Praxis, wie zum Beispiel die Parabel, die Selbstrekursivität, experimentiert mit digitalen Techniken und Plattformen und vermittelt seine künstlerischen Praktiken in Workshops und mittels Publikationen. Er hatte Ausstellungen und Projekte in Deutschland, England, Polen, Italien, Schweiz, Frankreich, Südkorea, Rumänien und in Österreich.
Binder ist Mitglied des VDK (Deutscher Verband für Kunstgeschichte), des BBK (Berufsverband Bildender Künstlerinnen und Künstler), der VG Wort, der VG Bild+Kunst und von ver.di Medien. Er ist außerdem unter seinem Pseudonym Erich Weisz tätig.

## Werk
Binder beschäftigt sich mit popkulturellen Phänomenen und mit Theorie und Geschichte künstlerischer Medien, vor allem zeitbasierter Film– und Videokunst. Er erforscht Themen wie Selbstrekursivität, Kulturerbe, Erinnerung und die Ethik des Zeigens. Oft arbeitet er mit Archivmaterial, das er neu montiert, kommentiert oder transformiert, wie beispielhaft in der 24 Stunden langen Videocollage Nostalgia veranschaulicht. Er schafft so neue Perspektiven auf die Vergangenheit und die Gegenwart.
Binder beschäftigt sich in seinen Werken und Texten mit dem Stellenwert ästhetischer Erfahrung und kritischem Denken. Er stellt Fragen nach der Legitimität, der Auswahl und der Interpretation von Bildern und Zeugnissen, die eine bestimmte Geschichte oder Kultur repräsentieren sollen. Er schafft so eine kritische Auseinandersetzung mit dem Zeigen und dem Gesehenwerden.
Ein Schwerpunkt des künstlerischen Schaffens von Binder ist die künstlerische und analytische Suche nach Sinn und Verbindung in einer komplexen und sich ständig verändernden Welt. Er interessiert sich für die verschiedenen Schichten der Realität, die oft verborgen oder vergessen sind. Er versucht, diese Schichten sichtbar und erfahrbar zu machen, indem er sie in neue Zusammenhänge bringt oder in neue Formen übersetzt. Binders Arbeiten reflektieren auch ein Bewusstsein für die historischen, kulturellen und politischen Dimensionen und hinterfragen diese kritisch. Mit seiner Kunst versucht er nicht nur zu informieren oder zu unterhalten, sondern auch zu provozieren oder zu inspirieren, einen Dialog mit dem Publikum und der Gesellschaft anzustoßen und sie zum Nachdenken und Handeln anzuregen. Dieser Ansatz ist beispielsweise in dem Projekt J‘accuse…! erkennbar, welches eine Klage am Sozialgericht Nürnberg gegen die Künstlersozialkasse zum Thema hat. Ebenso in der fortlaufenden Arbeit Applifailication, die eine kontinuierliche Sammlung von authentischen Absagen ironisch dokumentiert und somit den hierarchischen Bewerbungsprozess umkehrt, damit bürokratische Floskeln und Strukturen des Personalmanagements subtil untergräbt und diese mittels ihren ihrer eigenen Absagen zu einem produktiven Kunstwerk macht.
Binder arbeitet als Künstler und als Philosoph, das heißt, er schafft künstlerische Werke und schreibt philosophische Texte. Dabei nutzt er auch – stark von der Tradition des Zen-Buddhismus beeinflusst – philosophische Konzepte und Methoden in seiner künstlerischen Praxis, wie zum Beispiel die Selbstbefragung, das Spiel, den Fehler, die Kontradiktion oder das Paradoxon oder die in den Arbeiten immer wiederkehrende Selbstrekursivität. Die Vermittlung dieses Konzeptes findet hauptsächlich in Workshops für Kinder und Jugendliche sowie in Publikationen statt. Damit stellt er im Austausch mit den Teilnehmenden Fragen nach der Bedeutung, der Form und der Funktion von Kunst und Kunstschaffenden in der Gesellschaft.
Er selbst beschreibt seine Arbeit als Medienkünstler „als eine Kombination aus Kreativität und technischem Know-how […] [die] darauf ab[zielt], traditionelle Sichtweisen zeitgenössisch zu interpretieren und neue Perspektiven zu ermöglichen. Ich versuche in meinen Arbeiten technische und ästhetische Grenzen auszutesten, Widersprüche aufzulösen und mehr Fragen zu stellen als Antworten zu bieten. Ich definiere meine Arbeiten schrittweise: apparative Produktion, apparative Distribution und apparative Rezeption und die Wiederholung der Wiederholung des Selben.“
In seinen Werken benutzt Binder verschiedene Beispiele von Parabeln aus der Literatur, der Kunst und der Philosophie. Er zeigt, wie die Parabel eine besondere Form des Zeigens und des Denkens ist, die eine mehrdeutige und kritische Botschaft vermittelt. Er schreibt auch selbst Parabeln und Aphorismen, die er mit seinen eigenen Fotografien und Zeichnungen illustriert. So schafft er eine Verbindung zwischen Text und Bild, zwischen Form und Inhalt, zwischen Ästhetik und Erkenntnis. Binder nutzt diese Stilmittel als ein künstlerisches und philosophisches Prinzip, um seine Werke und Texte zu strukturieren und zu reflektieren.
Ein weiterer Aspekt von Binders Arbeiten ist, dass er oft persönliche oder autobiografische Elemente in seine Werke einfließen lässt, wie zum Beispiel in dem dokumentarischen Essayfilm Station Banat. Er bezieht sich zum Beispiel auf seine eigene Herkunft aus Rumänien oder seine Erfahrungen als Migrant in Deutschland. Diese Elemente verbindet er aber auch mit universellen Themen wie Erinnerung, Identität, Migration oder Wissensproduktion. Er schafft so Kunstwerke, die sowohl individuell als auch kollektiv relevant seien sollen.

### Ausstellungen (Auswahl)
- ›Quarantine‹ Gemeinschaftsausstellung, Cista Arts London, England 2020[35]
- ›Umåtùng‹ Ausstellung, Bastion Temeswar, Rumänien 2019[36]
- ›—vers‹ Gemeinschaftsausstellung, Schauspiel Leipzig, Deutschland 2016[37]
- ›2.5.0 – Object is Meditation and Poetry‹ Gemeinschaftsausstellung, GRASSI Museum für Angewandte Kunst Leipzig[38] 2014
- ›INTERSHOP CAMP‹ Gemeinschaftsausstellung, GfZK (Galerie für Zeitgenössische Kunst Leipzig), Deutschland 2014[39]
- ›Viaggio in Italia – Italienische Reise‹ Gemeinschaftsausstellung, ATELIERFRANKFURT, Frankfurt/Main 2013[40]
- ›Cultural Clash Nomade‹ Gemeinschaftsausstellung[41], GfZK (Galerie für Zeitgenössische Kunst Leipzig), Galerie Duplex Genf, 2013[42]
- ›Cynetart – International Festival For Computer Based Art‹ Gemeinschaftsausstellung, Hellerau – Europäisches Zentrum der Künste Dresden, Deutschland 2013[43][44]
- ›Gyeongnam International Photography Festival‹ Gemeinschaftsausstellung, Gyeongnam, Süd–Korea 2013
- ›INTIMATE‹ Gemeinschaftsausstellung, Galerie EIGEN+ART Leipzig, Deutschland 2013[45]
- ›Symposium 50 Jahre Bitterfelder Konferenz‹ Gemeinschaftsausstellung, Kunstverein Bitterfeld-Wolfen/Kulturpalast Bitterfeld–Wolfen, Deutschland 2009[46]
- ›Friday My Friend‹ Gemeinschaftsausstellung, Goethe–Institut Rom, Italien 2008
- ›Mediascream!‹ Gemeinschaftsausstellung, Transvizualia Festival 007, Gdynia, Polen 2007
- ›Werkraum‹ Gemeinschaftsausstellung, Spinnerei Halle 9 Leipziger Baumwollspinnerei, 2006[47]
- ›sla/sh‹ Ausstellung, Commerzbank Leipzig, Deutschland 2006
- ›Ich war noch niemals in New York‹ Gemeinschaftsausstellung, Laden für Nichts Leipzig, Deutschland 2006
- ›Plan–Stadt–Platte‹ Ausstellung, Bibliothek Georg–Maurer Plagwitz Leipzig, Deutschland 2005
- ›FELDER‹ Ausstellung, Naturkundemuseum Leipzig, Deutschland 2005[48]
- ›Bildschirmarbeit‹ Ausstellung, Kulturbundhaus Leipzig, Deutschland 2004

### Video- und Filmographie (Auswahl)
- 2023 ›Station Banat‹ Dokumentarischer Videoessay. Deutsch/Englisch/Rumänisch/Jiddisch/Serbisch, 100:41 Min, 4K 2.35:1, Dolby Stereo, Farbe/Monochrom.[49]
- 2022 ›NOSTALGIA‹ Videocollage als Rekonstruktion eines ganzen Tages im TV-Programm der 1990er Jahre. Deutsch, Found Footage, PAL 4:3, Stereo, Farbe, 1440 Min.[50]
- 2015 ›KYRA (a film by)‹ Experimentelles abstraktes Diptychon. Deutsch, Mini DV, TV, VCR, MiniDisc. Screencapture, Full–HD, 2.35:1, Dolby Stereo, 48:50 Min.[51]
- 2009 ›Eine Umwanderung entlang des Bitterfelder Weges. Über Umwege.‹ Dokumentarischer Videoessay (zusammen mit Juliane Richter). Deutsch, Mini DV/Found Footage, Widescreen, Dolby Stereo, 36:42 Min., Farbe.[52][53]
- 2007 ›ENSÓ ROUND:ONE‹ Experimentelle audio-visuelle Collage. Deutsch/Englisch, Mini DV/Found Footage, 4:3, Dolby Stereo, 59:53 Min., Farbe, (remastered 2023).[54]
- 1999 ›PRISMA‹ Experimentelle Videocollage. Deutsch, Mini DV/Found Footage, TV, VCR, MiniDisc, Stereo, 26 Min., Farbe (remastered 2023).[55]

### Preise und Auszeichnungen (Auswahl)
- 2022 Projektförderung Bayerisches Staatsministerium für Unterricht und Kultus, BBK Nürnberg, Mertingen
- 2022 Stipendium VG WORT im Rahmen des Bundesstipendienprogramms NEUSTART KULTUR der Beauftragten der Bundesregierung für Kultur und Medien Deutschland
- 2021 Stipendium Bayerisches Staatsministerium für Wissenschaft und Kunst, Freistaat Bayern
- 2021/2022 Residenz– und Atelierstipendium Kunstuni Linz (UFG), Salzamt Linz, Österreich
- 2019 Kulturassistenzstipendium Institut für Auslandsbeziehungen (IFA), Stuttgart
- 2019 Projektförderung Europäische Kulturhauptstadt Temeswar 2023, Rumänien
- 2019 Arbeits– und Residenzstipendien, Stadt Ciacova / Kommune Banloc, Rumänien
- 2018/2019 Projektförderung Botschaft der Bundesrepublik Deutschland Bukarest, Rumänien
- 2018 Arbeits– und Residenzstipendium Stadt Detta, Rumänien
- 2018 Grant Europäisches Kulturerbejahr und Europe For Culture, Europäische Union
- 2013 Projektförderung cynetart – international festival for computer based art, Europäisches Zentrum der Künste Hellerau, Dresden
- 2012 Projektförderung Bundeskulturstiftung Sachsen, Leipzig
- 2008 DAAD–Stipendium Accademia di Belle Arti di Roma, Rom / Italien
- 1995 1. Preis Wettbewerb Gelbe Seiten 1995/96 für den Bereich Nürnberg/Fürth Branchenbuch zum Telefonbuch 72 DeTeMedien Deutsche Telekom Medien/Fernsprechbuch–Verlag Hans Müller Nürnberg, Deutschland